# Korozja selektywna
Korozja selektywna – rozpuszczenie jednej fazy lub składnika stopu pod wpływem działania środowiska korozyjnego. Składnik fazowy o niższym potencjale staje się anodą i ulega rozpuszczaniu. Katodą jest faza o wyższym potencjale.
Najczęściej spotykanym rodzajem korozji selektywnej jest odcynkowanie mosiądzów. Inne przykłady to selektywne rozpuszczanie glinu, żelaza, kobaltu, chromu, niklu, lub węgla z ich stopów.